# London Seksmagts-konferencen
London seksmagts-konferencen i 1948 blev afholdt mellem de tre vestlige besættelsesmagter i Tyskland efter Anden Verdenskrig (USA, Storbritannien og Frankrig) og Benelux-landene. Formålet med konferencen var at bane vejen for Tysklands deltagelse i det internationale samfund gennem skabelsen af en demokratisk og føderal regering i de amerikanske, britiske og franske zoner af landet. Konferencen blev afholdt i to sessioner, den første fra 23. februar til 6. marts, den anden fra 20. april til 2. juni 1948.
Grunden til at indkalde konferencen var, at udenrigsministerkonferencen 15. december 1947 mellem de fire sejrrige nationer USA, Storbritannien, Frankrig og Sovjetunionen var endt uden resultat angående det tyske spørgsmål. Den nylige kommunistiske magtovertagelse i Tjekkoslovakiet gjorde det presserende for de vestlige allierede at hjælpe med at skabe et demokratisk (Vest)tyskland. Sovjetunionen var ikke inviteret til London-konferencen.
Konferencens konklusioner blev senere kaldt London-anbefalinger. De tre vestlige militærguvernører i Tyskland fik til opgave at komme med anbefalinger til ministerpræsidenterne i det vestlige Tyskland om, hvordan den nye stat skulle etableres. Anbefalingen var, at der skulle indkaldes en forfatningsmæssig forsamling (parlamentarisk råd) for at grundlægge en fri og demokratisk stat. De militære guvernørers anbefalinger blev kaldt Frankfurt-dokumenterne efter det sted, hvor de tyske ministerpræsidenter mødtes.
Der blev stillet betingelser om, at Tyskland ikke skulle have masseødelæggelsesvåben[kilde mangler] og andre lignende våben, og at landet ikke skulle kunne invadere den sovjetiske besættelseszone.
Frankrig stemte for sammenlægningen af de tre vestlige besættelseszoner på betingelse af, at Saarland blev økonomisk fusioneret med Frankrig, og at Ruhr-distriktet blev underlagt international kontrol.
USSR forlod det allierede kontrolråd som en konsekvens af London-konferencen.[kilde mangler]